# Tomșani, Vâlcea
Tomșani este satul de reședință al comunei cu același nume din județul Vâlcea, Oltenia, România.